# Aree naturali protette del Botswana
La rete delle aree naturali protette del Botswana copre una superficie complessiva di circa 169.370 km2, pari al 29.14% della superficie globale del Paese.

## Parchi della pace
- Area di conservazione transfrontaliera Okavango-Zambesi ( Angola  Botswana  Namibia  Zambia  Zimbabwe)
Include il Parco nazionale del Chobe, il Parco nazionale Makgadikgadi Pans, il Parco nazionale Nxai Pan e la Riserva faunistica Moremi.[2]

## Parchi nazionali

Parco nazionale del Chobe

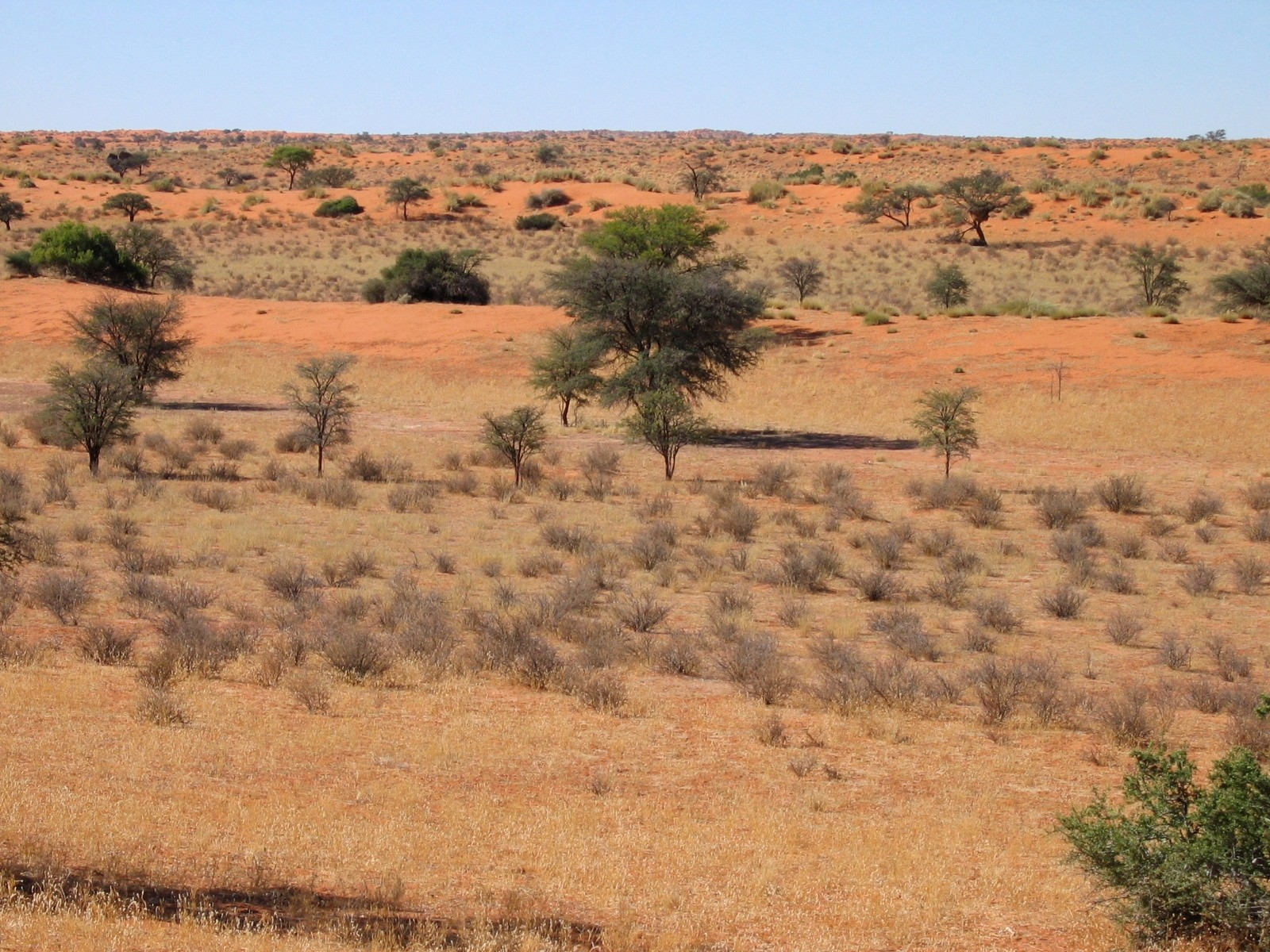
Riserva faunistica del Kalahari centrale

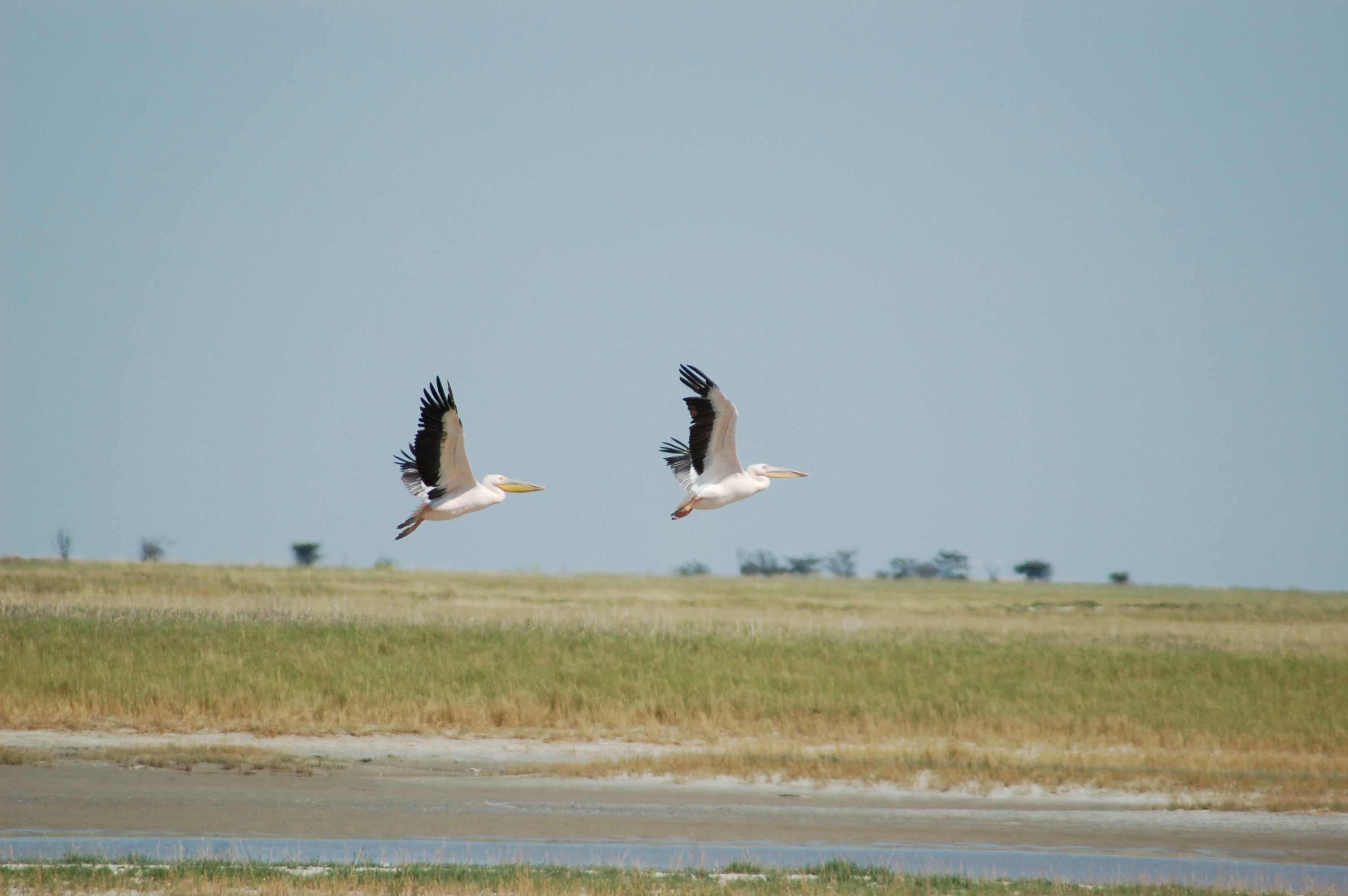
Oasi avifaunistica del fiume Nata

- Parco nazionale del Chobe
- Parco nazionale Makgadikgadi Pans
- Parco nazionale Gemsbok
- Parco nazionale Nxai Pan

## Riserve forestali
- Riserva forestale Kazuma
- Riserva forestale Kasane Extension
- Riserva forestale Chobe
- Riserva forestale Sibuyu
- Riserva forestale Maikaelelo
- Riserva forestale Kasane

## Riserve faunistiche
- Riserva faunistica Moremi
- Riserva faunistica Northern Tuli
- Riserva faunistica Mannyelanong
- Riserva faunistica Nnywane Dam
- Riserva faunistica Khutse
- Riserva faunistica del Kalahari centrale

## Oasi avifaunistiche
- Oasi avifaunistica del fiume Nata
- Oasi avifaunistica Mogobane
- Oasi avifaunistica Bathoen Dam

## Oasi faunistiche
- Oasi faunistica Maun

## Zone Umide di Importanza Internazionale
- Delta dell'Okavango  - Patrimonio dell'Umanità dell'UNESCO